# Chasity Grant
Chasity Shivonia Charissa Grant (* 19. April 2001 in Schiedam) ist eine niederländische Fußballspielerin. Sie ist linke Flügelstürmerin bei Aston Villa W. F. C. und seit 2022 in der niederländischen Nationalmannschaft.

## Karriere

### ADO Den Haag
Grant begann ihre Karriere im Jugendklub vom SC Spaland und VV Zwaluwen, bis sie dann direkt zu ADO Den Haag wechselte. Ihr Debüt gab sie gegen Ajax am 22. September 2017. Gegen SC Heerenveen am 13. Oktober 2017, schoss sie ihr erstes Liga Goal in der neunzigsten Minute.

### Ajax
Am 27. Mai 2020 wurde angekündigt, dass Grant von Ajax vepflichtet wurde. Da trat sie ihr Debütspiel gegen Twente am 6. September 2020 an. Ihr erstes Tor erzielte sie gegen PEC Zwolle am 30. Oktober 2020, in der 32. Minute. Am 22. Juni 2023, wurde kundgegeben, dass Grants Vertrag um zwei Jahre verlängert wurde. Wie auch die Spielerin Sonya Verhoeve, spielte sie ihr 100sten Match für Ajax gegen AZ. Seit November 2023 ist sie bei der UEFA Women’s Champions League dabei. Im Finale des KNVB Women's Cup 2024 wurde Grant als Spielerin des Spiels nominiert. In ihrer Karriere bei Ajax erzielte sie insgesamt 33 Tore.

### Aston Villa
Am 8. August 2024 unterzeichnete sie einen dreijährigen Vertrag beim englischen Fußballclub Aston Villa. Aston Villa spielt in der Women’s Super League, der höchsten englischen Liga für Frauenfußball.

### Nationalmannschaft
Grant begann ihre internationale Karriere bei der Niederländische Nationalmannschaft der Frauen am 19. Februar 2022 welches sie 3:0 gegen Finland gewonnen haben.
Im Mai 2024, wurde Grant im Kader für die Qualifikationsspiele der Europameisterschaften 2025 berufen. Im Auftaktsspiel der Gruppenphase gegen Wales an der EM2025 in der Schweiz, wurde sie in der zweiten Halbzeit eingewechselt. Die Niederlande gewann das Spiel 3:0. Im zweiten Spiel der Gruppenphase gegen England war sie Teil der Startelf.
Sie wurde auch für die EM-Enrunde 2025 nominiert. Dort kam sie in den drei Gruppenspielen zum Einsatz, nach denen die Niederländerinnen ausschieden. 

## Persönliches
Chasity Grant ist in Schiedam, Niederlande, geboren und hat surinamische Wurzeln.